# ムラッツァーノ (クーネオ県)
ムラッツァーノ（伊: Murazzano）は、イタリア共和国ピエモンテ州クーネオ県にある、人口約800人の基礎自治体（コムーネ）。

## 地理

### 位置・広がり

#### 隣接コムーネ
隣接するコムーネは以下の通り。
- ベルヴェデーレ・ランゲ
- ボンヴィチーノ
- ボッソラスコ
- クラヴェザーナ
- イリアーノ
- マルサリーア
- モンバルカーロ
- パロルド
- サン・ベネデット・ベルボ
- トッレジーナ

#### 地震分類
イタリアの地震リスク階級 (it) では、4 に分類される
。

## 行政

### 分離集落
ムラッツァーノには、以下の分離集落（フラツィオーネ）がある。
- Bruni, Cornati, Mellea, Rea